# Вале Купа (Терамо)
Вале Купа (итал. Valle Cupa) је насеље у Италији у округу Терамо, региону Абруцо.
Према процени из 2011. у насељу је живело 153 становника. Насеље се налази на надморској висини од 367 м.